# 2000 na televisão
Nesta página encontram-se os fatos, estreias e términos sobre televisão que aconteceram durante o ano de 2000.

## Eventos

### Setembro
- 15 de setembro–1 de outubro — Emissoras de todo o mundo, incluindo a Rede Globo e a Rede Bandeirantes, realizam a cobertura dos Jogos Olímpicos de Verão de 2000.

### Novembro
- 7 de novembro — Emissoras de diversos países realizam a cobertura da Eleição presidencial nos Estados Unidos em 2000.

## Programas

### Estados Unidos

#### Janeiro
- 9 de janeiro — Estreia  Malcolm in the Middle na FOX

#### Fevereiro
- 25 de fevereiro — Estreia Max Steel na Kids WB.

### Maio
- 31 de maio — Estreia Survivor na CBS .

### Junho
- 12 de junho — Estreia Sailor Moon no Cartoon Network.

### Julho
- 5 de julho — Estreia Big Brother na CBS.

### Agosto
- 14 de agosto — Estreia Dora the Explorer no Nick Jr.

### Setembro
- 11 de setembro — Estreia Girlfriends no UPN.
- 30 de setembro — Estreia MTV's Fear na MTV.

### Outubro
- 2 de outubro
  - Estreia Tucker na NBC.
  - Estreia Yes, Dear na CBS
- 3 de outubro - Estreia Dark Angel na FOX
- 5 de outubro — Estreia Gilmore Girls no WB
- 6 de outubro - Estreia CSI: Crime Scene Investigation na CBS
- 7 de outubro - Estreia The District na CBS
- 8 de outubro - Estreia Ed na NBC.
- 11 de outubro - Estreia Bette, with Bette Midler na CBS
- 14 de outubro - Estreia Buzz Lightyear of Star Command na ABC
- 15 de outubro - Estreia Curb Your Enthusiasm na HBO
- 23 de outubro - Estreia Boston Public na FOX.
- 25 de outubro - Estreia As Told by Ginger na Nickelodeon.

### Novembro
- 4 de novembro - Estreia Sheep in the Big City no Cartoon Network.
- 10 de novembro - Estreia Gundam Wing: Endless Waltz no Cartoon Network.

### Dezembro
- 3 de dezembro - Estreia Queer as Folk no Showtime.
- 21 de dezembro - Estreia The Brak Show no Cartoon Network.
- 30 de dezembro - Estreia Aqua Teen Hunger Force no Cartoon Network

## Japão

### Fevereiro
- 6 de fevereiro - Magical Doremi na TV Asahi

### Abril
- 2 de abril - Digimon Adventure 02 na Fuji TV
- 18 de abril - Yu-Gi-Oh! na TV Tokyo

### Julho
- 7 de julho - Hamtaro na TV Tokyo

### Outubro
- 16 de outubro - InuYasha na YTV

## Nascimentos
| Data            | Nome                     | Profissão                   | Nacionalidade  | Observações | Ref |
| --------------- | ------------------------ | --------------------------- | -------------- | ----------- | --- |
| 9 de janeiro    | Thanaboon Kiatniran      | ator, cantor e modelo       | Tailândia      |             |     |
| 10 de janeiro   | Reneé Rapp               | atriz                       | Estados Unidos |             |     |
| 26 de janeiro   | Ester Expósito           | atriz                       | Espanha        |             |     |
| 28 de janeiro   | Julia Lester             | atriz                       | Estados Unidos |             |     |
| 25 de fevereiro | Tucker Albrizzi          | ator, dublador e comediante | Estados Unidos |             |     |
| 6 de março      | Jacob Bertrand           | ator e dublador             | Estados Unidos |             |     |
| 16 de março     | Fernando Lindez          | ator                        | Espanha        |             |     |
| 21 de março     | Lorenzo Zurzolo          | ator                        | Itália         |             |     |
| 21 de março     | Jace Norman              | ator                        | Estados Unidos |             |     |
| 22 de março     | Pawat Chittsawangdee     | ator                        | Tailândia      |             |     |
| 27 de março     | Sophie Nélisse           | atriz                       | Canadá         |             |     |
| 11 de abril     | Milly Alcock             | atriz                       | Austrália      |             |     |
| 30 de maio      | Jared S. Gilmore         | ator                        | Estados Unidos |             |     |
| 1 de junho      | Willow Shields           | atriz                       | Estados Unidos |             |     |
| 2 de junho      | Lilimar Hernandez        | atriz                       | Venezuela      |             |     |
| 17 de junho     | Odessa A'zion            | atriz                       | Estados Unidos |             |     |
| 13 de julho     | Lucas Lynggaard Tønnesen | ator                        | Dinamarca      |             |     |
| 14 de julho     | Maia Reficco             | cantora e atriz             | Estados Unidos |             |     |
| 14 de julho     | Rachanun Mahawan         | atriz e modelo              | Tailândia      |             |     |
| 15 de julho     | Julio Peña               | ator                        | Espanha        |             |     |
| 19 de julho     | Owen Joyner              | ator                        | Estados Unidos |             |     |
| 23 de julho     | Malte Gårdinger          | ator                        | Suécia         |             |     |
| 25 de julho     | Mason Cook               | ator                        | Estados Unidos |             |     |
| 25 de julho     | Meg Donnelly             | atriz                       | Estados Unidos |             |     |
| 26 de julho     | Thomasin McKenzie        | atriz                       | Nova Zelândia  |             |     |
| 29 de julho     | Lino Facioli             | ator                        | Brasil         |             |     |
| 3 de agosto     | Landry Bender            | atriz                       | Estados Unidos |             |     |
| 24 de agosto    | Griffin Gluck            | ator                        | Estados Unidos |             |     |
| 28 de setembro  | Frankie Jonas            | ator                        | Estados Unidos |             |     |
| 30 de outubro   | Jirawat Sutivanichsak    | ator e modelo               | Tailândia      |             |     |
| 31 de outubro   | Willow Smith             | atriz                       | Estados Unidos |             |     |
| 8 de novembro   | Jade Pettyjohn           | atriz                       | Estados Unidos |             |     |
| 10 de novembro  | Mackenzie Foy            | atriz                       | Estados Unidos |             |     |
| 12 de novembro  | Thanawin Pholcharoenrat  | ator, cantor e modelo       | Tailândia      |             |     |
| 21 de novembro  | Isabel May               | atriz                       | Estados Unidos |             |     |
| 22 de novembro  | Auli'i Cravalho          | atriz                       | Estados Unidos |             |     |
| 28 de novembro  | Jackson Yee              | ator e cantor               | China          |             |     |
| 29 de novembro  | Thitipong Sengngai       | ator, cantor e modelo       | Tailândia      |             |     |
| 9 de dezembro   | Jaren Lewison            | ator                        | Estados Unidos |             |     |
| 12 de dezembro  | Lucas Jade Zumann        | ator                        | Estados Unidos |             |     |
| 18 de dezembro  | Korapat Kirdpan          | ator                        | Tailândia      |             |     |
| 22 de dezembro  | Joshua Bassett           | ator                        | Estados Unidos |             |     |

## Mortes
| Data            | Nome                  | Profissão                | Nacionalidade         | Observações | Ref    |
| --------------- | --------------------- | ------------------------ | --------------------- | ----------- | ------ |
| 5 de janeiro    | Bernhard Wicki        | ator e cineasta          | Áustria               | n. 1919     | [ 1 ]  |
| 19 de janeiro   | Hedy Lamarr           | atriz                    | Estados Unidos        | n. 1914     | [ 2 ]  |
| 1 de fevereiro  | Pablito Calvo         | ator                     | Espanha               | n. 1948     | [ 3 ]  |
| 5 de fevereiro  | Claude Autant-Lara    | cineasta                 | França                | n. 1901     | [ 4 ]  |
| 10 de fevereiro | Jim Varney            | ator                     | Estados Unidos        | n. 1949     | [ 5 ]  |
| 12 de fevereiro | Charles M. Schulz     | cartunista               | Estados Unidos        | n. 1922     | [ 6 ]  |
| 6 de março      | John Colicos          | ator                     | Canadá                | n. 1928     | [ 7 ]  |
| 7 de março      | Charles Gray          | ator                     | Reino Unido           | n. 1928     | [ 8 ]  |
| 27 de março     | Ian Dury              | ator, cantautor e cantor | Reino Unido           | n. 1942     | [ 9 ]  |
| 10 de maio      | Bart, o Urso          | urso ator                | Estados Unidos        | n. 1977     | [ 10 ] |
| 7 de maio       | Douglas Fairbanks Jr. | ator                     | Estados Unidos        | n. 1909     | [ 11 ] |
| 11 de maio      | René Muñoz            | ator                     | México · Cuba (nasc.) | n. 1938     | [ 12 ] |
| 18 de junho     | Nancy Marchand        | atriz                    | Estados Unidos        | n. 1928     | [ 13 ] |
| 1 de julho      | Walter Matthau        | ator                     | Estados Unidos        | n. 1920     | [ 14 ] |
| 5 de agosto     | Alec Guinness         | ator                     | Inglaterra            | n. 1914     | [ 15 ] |
| 12 de agosto    | Loretta Young         | atriz                    | Estados Unidos        | n. 1913     | [ 16 ] |
| 25 de agosto    | Carl Barks            | cartunista               | Estados Unidos        | n. 1901     | [ 17 ] |
| 9 de outubro    | David Dukes           | ator                     | Estados Unidos        | n. 1945     | [ 18 ] |
| 15 de outubro   | Jean Peters           | atriz                    | Estados Unidos        | n. 1926     | [ 19 ] |
| 18 de outubro   | Sidney Salkow         | cineasta                 | Estados Unidos        | n. 1911     | [ 20 ] |
| 22 de novembro  | Carlos Cardoso        | jornalista               | Moçambique            | n. 1951     | [ 21 ] |
| 6 de dezembro   | Werner Klemperer      | ator                     | Alemanha              | n. 1920     | [ 22 ] |
| 12 de dezembro  | Libertad Lamarque     | atriz e cantora          | Argentina             | n. 1908     | [ 23 ] |
| 12 de dezembro  | George Montgomery     | ator                     | Estados Unidos        | n. 1916     | [ 24 ] |
| 23 de dezembro  | Victor Borge          | comediante e pianista    | Dinamarca             | n. 1909     | [ 25 ] |

## Por país
- 2000 na televisão brasileira